# تانگو اس‌ای
تانگو اس‌ای (انگلیسی: Tango SA) شرکت مخابرات لوگزامبورگی است، که در سال ۱۹۹۸ تأسیس شد.